# عبد الله الجدميوي
عبد الله بن أبي بكر بن يحيى أبو محمد جمال الدين الجدميوي الصودي السمكاني. فرضي زاهد من أهل جزولة في المغرب. وُلد سنة 643 هجرية، وقد انتهى إليه علم الفرائض في عصره ولم يتشغل بالحديث ولا سماعه على عادة الجزوليين أهل بلده، وإنما اعتناؤهم بالفرائض وما يتعلق بها. وكان في لسانه عجمة جزولية.

## كتبه
صنّف كتباً منها:
- نهاية الرائض في خلاصة الفرائض. (في خزانة تمكروت بالمغرب - رقم 1647)
- كفاية المرتاض.
- مفتاح الغوامض في أصول الفرائض.

## وفاته
توفي بعد عام 699 هجرياً - 1300 م